# Alone + Easy Target
Alone + Easy Target (рус. Одинок + лёгкая мишень) — радио-сингл группы Foo Fighters из их одноименного дебютного альбома. Версия, записанная 23 ноября 1995 года в студии «Maida Vale» для радиопередачи The Evening Session, была выпущена на стороне «Б» сингла «Big Me».

## О песне
Дэйв Грол написал и записал песню в её первоначальной форме в 1991 году. Грол сыграл демоверсию песни своему коллеге по группе Nirvana Курту Кобейну, в перерыве между турами в поддержку альбома Nevermind.

«Я сказал ему, что записал несколько песен, и он сказал: „О, я хочу послушать, принеси их“. Он сидел в ванной, с плейером, слушал песни, и когда кассета закончилась, он снял наушники, поцеловал меня и сказал: „Ох, наконец-то, я не буду единственным автором песен в группе!“, я сказал: „Нет, нет, нет, думаю мы обойдёмся только твоими песнями“» — Дэйв Грол.
Оригинальный текст (англ.)I'd told him I was recording and he said, 'Oh, I wanna hear it, bring it by...' He was sitting in the bath-tub with a Walkman on, listening to the song, and when the tape ended he took the headphones off and kissed me and said, 'Oh, finally, now I don't have to be the only songwriter in the band!' I said, No, no, no, I think we're doing just fine with your songs.

Nirvana так же играла песню на саундчеках во время их европейского турне в 1991 году.

## Участники записи
- Дэйв Грол — гитара, вокал, бас-гитара, ударные

### Версия «Maida Vale»
- Дэйв Грол — гитара, вокал
- Пэт Смир — гитара
- Нейт Мендел — бас-гитара
- Уильям Голдсмит — ударные